# Ferskentræ
Ferskentræet (Prunus persica) kommer oprindelig fra Kina. Arten tilhører slægten Kirsebær. Træet bliver 5 – 8 meter højt.

## Frugten
Ferskentræet bærer ferskenfrugter, og de findes med både gult og hvidt frugtkød. I centrum af frugten er en stor sten. Selve frugten bliver 5 – 6 cm i diameter.

## Dyrkningsforhold.
Ved ferskendyrkning i Danmark er det vigtigt at iagttage træernes tidlige blomstring i april, da blomsterne let frostskades, hvilket især forekommer i de indre dele af landet. Fersken og nektarin (der er en ferskenvariant) angribes ofte af en svampesygdom ferskenblæresyge, Taphrina deformans. Denne får bladene til at deformeres, og på sigt svækkes træet, derfor bør man vælge modstandsdygtige sorter, disse er ikke immune; men klarer sig udmærket trods angreb.

## Sorter i Danmark
Ferskensorter, der kan dyrkes på friland i Danmark på ikke udsatte steder.
- 'Frost' modstandsdygtig mod ferskenblæresyge, gult frugtkød. Hårdfør til cirka -25 C. August.
- 'Riga'
- 'Benedicte' mindre modstandsdygtig mod ferskenblæresyge end 'Frost', hvidt frugtkød.
- 'Roter Weinbergpfirsich'
- 'Avalon Pride' meget modstandsdygtig/ resistent mod ferskenblæresyge, gult frugtkød. August.
- 'Indian Free'  modstandsdygtig mod ferskenblæresyge, frugtkød hvidt rødmarmoreret til fuldstændig blodrødt. September.

- Træer ved boligblok i Kina
- Halvfyldte blomster: Fersken som prydtræ
- Ferskenfrugter